# Бенкс (Алабама)
Бенкс (англ. Banks) — місто (англ. town) в США, в окрузі Пайк штату Алабама. Населення — 156 осіб (2020).

## Географія
Бенкс розташований за координатами 31°48′48″ пн. ш. 85°50′11″ зх. д. / 31.81333° пн. ш. 85.83639° зх. д. (31.813265, -85.836435).  За даними Бюро перепису населення США в 2010 році місто мало площу 5,15 км², уся площа — суходіл.

## Демографія

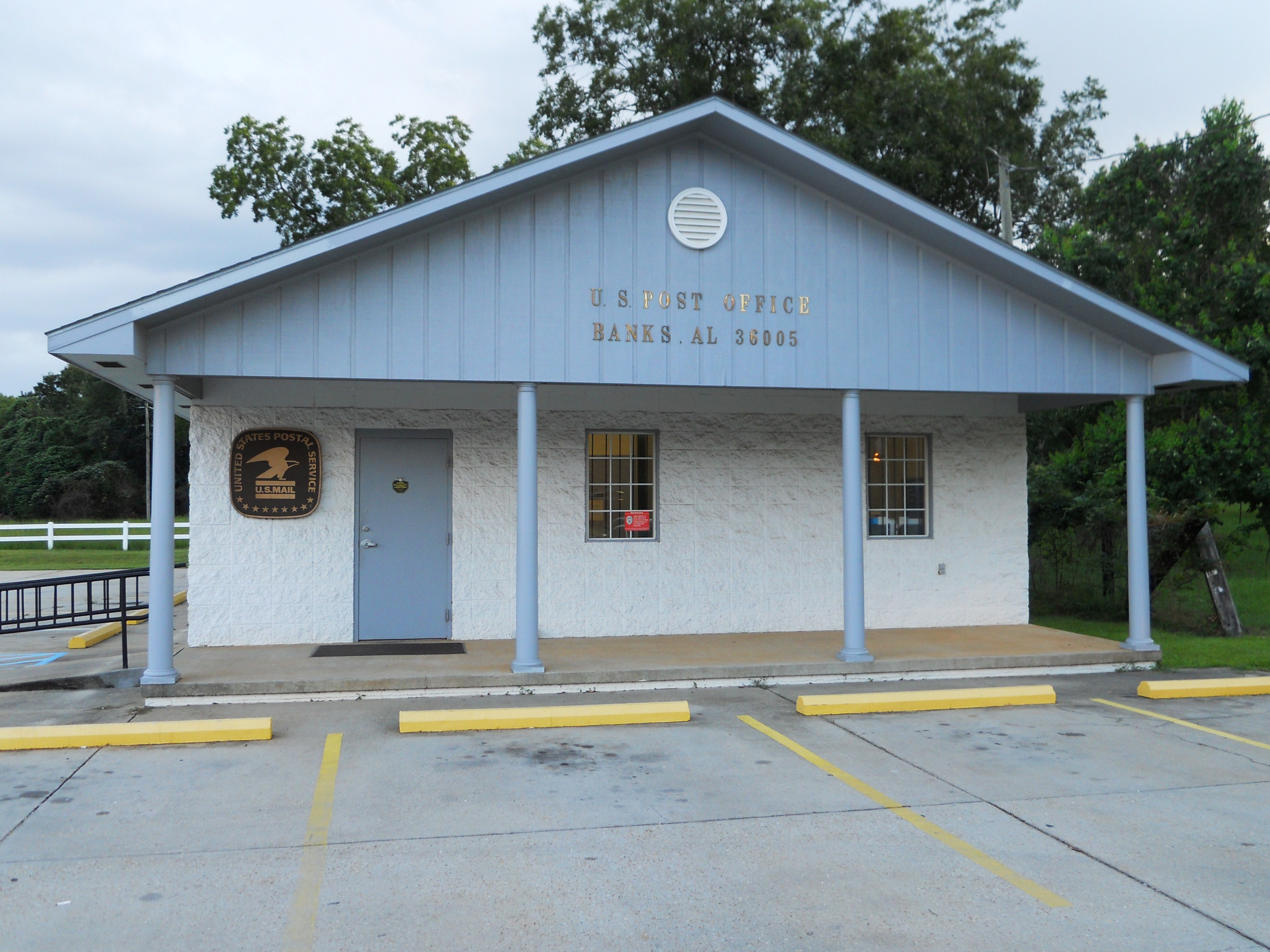
Поштове відділення

Згідно з переписом 2010 року, у місті мешкало 179 осіб у 77 домогосподарствах у складі 49 родин. Густота населення становила 35 осіб/км².  Було 95 помешкань (18/км²).
Расовий склад населення:
| - 69,3 % — білих - 24,6 % — чорних або афроамериканців - 2,2 % — корінних американців - 1,1 % — осіб інших рас |

До двох чи більше рас належало 2,8 %. Частка іспаномовних становила 1,1 % від усіх жителів.
За віковим діапазоном населення розподілялося таким чином: 22,9 % — особи молодші 18 років, 62,0 % — особи у віці 18—64 років, 15,1 % — особи у віці 65 років та старші. Медіана віку мешканця становила 41,1 року. На 100 осіб жіночої статі у місті припадало 113,1 чоловіків;  на 100 жінок у віці від 18 років та старших — 100,0 чоловіків також старших 18 років.
Середній дохід на одне домашнє господарство  становив 33 003 долари США (медіана — 28 750), а середній дохід на одну сім'ю — 44 880 доларів (медіана — 37 292). За межею бідності перебувало 38,2 % осіб, у тому числі 73,5 % дітей у віці до 18 років та 7,7 % осіб у віці 65 років та старших.
Цивільне працевлаштоване населення становило 64 особи. Основні галузі зайнятості: освіта, охорона здоров'я та соціальна допомога — 29,7 %, мистецтво, розваги та відпочинок — 18,8 %, сільське господарство, лісництво, риболовля — 12,5 %, транспорт — 9,4 %.